# 高校野球奈良県大会中継
高校野球奈良県大会中継（こうこうやきゅうならけんたいかいちゅうけい）は奈良テレビ放送で毎年7月中旬から下旬に放送されている高校野球中継番組である。

## 概要
奈良大会の中継は1973年の開始当初から行われていたが、ごく最初のころは試合会場（当時は奈良市鴻ノ池球場など）から中継は音声のみとし、映像はスタジオの黒板でスコアを表示するだけという質素なもので、視聴者から「スコアボードを映すのではなく、試合の様子も映してくれ」という抗議の電話も殺到した。奈良テレビ開局当時アナウンサーだった岡山正博は、「当時、社屋建設費と収入を考え、経営判断と使命感で先走ったと思いますが、一年待ってまともに中継した方がよかったと思いますよね（笑）。その後は、私も球場から実況をしていたのですが、一時は活躍した選手を放送ブースに呼んでお話を聞くようなこともしておりました。今ではない光景ですよね」と回顧している。
さとやくスタジアムで行われる試合を生中継する。2010年から放送体制が変更され、地上波放送では開会式ならびに3回戦から決勝戦までの放送となり、1回戦と2回戦についてはワンセグ2サービス「ならセグ」のワンセグ独自編成（S1）のみの放送となった。2011年度は近鉄ケーブルネットワークの「KCNファミリーチャンネル」サブチャンネル（S2、112ch）で放送された  。
2014年度のみ平日11:45 - 12:00・15:45 - 16:00(再放送)に「KCNなライフ」が放送されたため、この時間帯に限りサブチャンネルにまわされた。2015年度はメインチャンネルでの放送に戻っているが、雨天順延のため一部の試合において行使された。
2016年度は「ならセグ」廃止に伴い1回戦と2回戦はKCNファミリーチャンネルのみでの放送となる。
2回戦まではCMの放送、解説者、選手のテロップがつかない。
なお、2009年までは開会式から決勝戦までの全日程を地上波放送で生中継していた。
試合のハイライトは試合当日の夜に放送される高校野球ハイライト番組『ドラマティックナイン』で放送される。

## 実況
- 寺西裕一
- 三宅きみひと[6][7]
- 北本誠
- 大野明浩[7]
- 梶西達[8]
- 高野勝正
- 長田和彦[9]
- 大前一樹
- 堀江良信[10]
- 桐山隆
- 荻野滋夫
- 前田勝久
- 野口晃秀
- 大内康弘
- 中西則善
- 林哲也[11]
- 能政夕介[7]
- 秋山ツトム[12]
- 川村賢治[13]
- 波佐間崇晃[14]

等、シフト勤務

## 応援席レポーター
応援席からのスタンドレポートは、奈良テレビの契約女性アナウンサーのほか、大会直前にオーディションを行って選ばれた奈良県内の高校の校内放送部の女子部員若干名が担当している。2012年度は4人、2013年度は6人の高校放送部女子部員が担当。2014年で打ち切られた。

## テーマ曲
| 使用年度 | 歌手名・ユニット名 | 曲名                                | 備考                                                 |
| -------- | ------------------ | ----------------------------------- | ---------------------------------------------------- |
| 2005年度 | THE イナズマ戦隊   | 「あの夏の日々」                    |                                                      |
| 2006年度 | midnightPumpkin    | 「VEGA」                            |                                                      |
| 2007年度 | コブクロ           | 「DOOR」                            |                                                      |
| 2008年度 | Hi-Fi CAMP         | 「キズナ」                          |                                                      |
| 2010年度 | FUNKY MONKEY BABYS | オープニング：「あとひとつ」        | 朝日放送テレビ制作の全国大会中継と共通               |
| 2010年度 | SCANDAL            | エンディング：「涙のリグレット」    | その他一部地方局でも地方大会中継のテーマ曲として使用 |
| 2011年度 | jam9               | オープニング：「まっすぐに」        | その他一部地方局でも地方大会中継のテーマ曲として使用 |
| 2011年度 | JURIAN BEAT CRISIS | エンディング：「ずっとここから」    | 朝日放送テレビ制作の全国大会中継と共通               |
| 2013年度 | miwa               | オープニング：「again×again」       |                                                      |
| 2013年度 | RAM WIRE           | エンディング（3回戦以降）：「歩み」 |                                                      |
| 2014年度 | シクラメン         | 「どんなに どんなに」               |                                                      |
| 2015年度 | ひらたゆうや       | 「アカルキミライ」                  |                                                      |
| 2016年度 | ココロオークション | 「フライサイト」                    |                                                      |
| 2017年度 | Re view            | 「Road Movie」                      |                                                      |
| 2018年度 | Age Factory        | 「Moony」                           |                                                      |

- 開会式・閉会式のみ、TUBEの「Stand Up 熱き仲間達」が長年使用されている。